# Župna crkva Rođenja Isusova u Kajzerici
Župna crkva Rođenja Isusova katolička je crkva koja se nalazi u Gradu Zagrebu u naselju Kajzerica. Crkva je smještena je u preuređenoj obiteljskoj kući izgrađenoj 1954. godine u ulici IX. Podbrežje 35.

## Povijest
Nakon osnivanja župe 1969. godine, 7. rujna 1970. otkupljena je obiteljska kuća s namjerom da ju se pretvori u crkvu. Objekt je svečano otvoren za bogoslužje na Božić 1970. godine.
Tijekom godina crkva je više puta obnavljana i dograđivana, a 3. kolovoza 1993. godine blagoslovio ju je pomoćni zagrebački biskup Marko Culej.
U potkrovlju crkvene zgrade, iznad liturgijskog prostora, 22. veljače 1997. godine započela je s radom Radio Marija, prva katolička radijska postaja u Hrvatskoj. Postaja je u tom prostoru djelovala do kolovoza 2002. godine.
Ovom župom su isprva upravljali salezijanci, nakon kojih su pastoralnu skrb preuzeli franjevci. Od 2012. godine župa je povjerena dijecezanskim svećenicima.

## Galerija
- Ulazna vrata i skulptura na ulazu
- Pogled na crkvu